# Natura 2000–Wachendorfer Wacholderhain
Natura 2000–Wachendorfer Wacholderhain bezeichnet ein Naturschutzgebiet in der niedersächsischen Stadt Lingen (Ems) im Landkreis Emsland.

## Allgemeines
Das Naturschutzgebiet mit dem Kennzeichen NSG WE 012 ist circa 20 Hektar groß. Es ist Bestandteil des FFH-Gebietes „Ems“. Es grenzt an die Landschaftsschutzgebiete „Natura 2000–Emsauen in Lingen (Ems)“ und „Emstal“. Das Gebiet steht seit dem 17. Januar 2023 unter Naturschutz. Es ersetzt das zum 5. Dezember 1936 ausgewiesene Naturschutzgebiet „Wachendorfer Wacholderhain“. Zuständige untere Naturschutzbehörde ist die Stadt Lingen (Ems).

## Beschreibung
Das Naturschutzgebiet liegt im Nordwesten von Lingen und stellt einen Rest einer Binnendünen- und Heidelandschaft mit Wacholdern unter Schutz, wie sie im 18. und 19. Jahrhundert prägend für das Emsland war. Die Heidelandschaft entstand durch die historische Nutzung der Flächen. So wurden die ursprünglichen Birken-Eichenwälder gerodet und die Flächen beweidet.
Das Naturschutzgebiet wird von Heideflächen mit Besenheide, Wacholder und Ginster sowie offenen Dünenflächen mit Silbergras geprägt. Randlich ragen mit Eichen- bzw. Buchenwäldern bestandene Bereiche in das Naturschutzgebiet hinein.
Um ein Zuwachsen der Heideflächen zu verhindern, wird das Naturschutzgebiet mit Schafen beweidet.